# 금속 교환
금속교환(영문: transmetalation 혹은 transmetallation)은 한 금속에서 다른 금속으로 리간드를 치환하는 유기 금속 반응의 한 유형이다. 일반적인 형태는 다음과 같다:
M 1 –R + M 2 –R '→ M 1 –R'+ M 2 –R
R 및 R '는 알킬, 아릴, 알키닐, 알릴, 할로젠 또는 슈도-할로겐 기일 수 있으나, 이에 제한되지는 않는다. 반응은 일반적으로 열역학적 및 운동 학적 이유로 비가역적이다. 열역학은 금속의 전기 음성도에 기초한 반응을 선호하며, 두 금속에 빈 궤도가있는 경우 동역학은 반응을 선호한다. 금속교환에는 산화·환원-금속교환 및 산화·환원-금속교환/리간드 교환이 있다. 금속교환 반응 동안 금속-탄소 결합이 활성화되어 새로운 금속-탄소 결합이 형성된다. 금속교환은 보통 촉매 작용, 주요 그룹 복합체의 합성 및 전이 금속 복합체의 합성에 사용된다.

## 금속 교환의 유형
금속 교환에는 대표적으로 산화·환원 금속 교환(RT)과 산화·환원 금속/리간드 교환(RTLE)의 유형이 있다. 아래의 식에서 M1은 보통 4주기 또는 5주기 전이 금속이고 M2는 일반적으로 주족 또는 3주기 전이 금속이다. 금속 및 리간드의 전기 음성도에 따라, RT 와 RTLE 반응 중에서 어떤 반응이 일어날 것인지 어떤 생성물이 생성될지 예측가능하다.

### 산화·환원 금속 교환
M 1 n + –R + M 2 → M 1 + M 2 n + –R.
산화·환원 금속 교환 반응에서 리간드는 분자간 반응을 통해 한 금속에서 다른 금속으로 이동한다. 반응이 진행되면서 한 금속은 산화되고 다른 금속은 화원된다. 금속 및 리간드의 전기음성도는 반응을 진행시키는 원인이다. M1이 M2 보다 전기 음성도가 큰 경우, R기가 전기 음성도가 적은 M2에 배위(coordinate)하는 것이 열역학적으로 유리하다.

### 산화·환원 금속/리간드 교환
M 1 –R + M 2 –X → M 1 –X + M 2 –R.
산화·환원 금속/리간드 교환 반응에서, 2 개의 금속 배위화합물의 리간드는 서로 위치를 바꾸고, 다른 금속과 결합한다. R 리간드는 알킬, 아릴, 알키닐 또는 알릴기일 수 있고 X 리간드는 할로겐, 슈도-할로겐, 알킬 또는 아릴기일 수있다. 반응은 2가지 가능한 중간 단계가 있다. 첫 번째는 R과 X 리간드가 동시에 두 금속을 연결하여 전이 상태를 안정화 한다. 두 번째는 R기가 두 금속을 연결하여 양이온을 형성하고 X가 음이온이 되는 반응이다. 이 반응은 첫 번째에 비해 덜 안정하다. RTLE 반응은 협동 방식(concerted reaction)으로 진행된다. RT 반응처럼, RTLE 반응은 전기 음성도 값에 의해 진행된다. X 리간드는 전기 음성도가 낮은 금속에 끌린다. M1이 M2 보다 더 전기 음성도가 낮은 금속인 경우, R 및 X 리간드의 교환이 일어나는 것이 열역학적으로 유리하다.